# (3977) Maxine
Pour les articles homonymes, voir Maxine.
(3977) Maxine est un astéroïde de la ceinture principale.

## Description
(3977) Maxine est un astéroïde de la ceinture principale. Il fut découvert le 14 juin 1983 à l'Observatoire Palomar par Carolyn S. Shoemaker. Il présente une orbite caractérisée par un demi-grand axe de 2,64 UA, une excentricité de 0,17 et une inclinaison de 12,5° par rapport à l'écliptique.

## Compléments